# Cesidio Guazzaroni
Cesidio Guazzaroni (Loreto Aprutino, 5 gennaio 1911 – Roma, 2 ottobre 2004) è stato un diplomatico italiano.
Fu un convinto europeista e per un breve periodo fu anche commissario europeo.

## Biografia

### Formazione
Abruzzese di origine, Guazzaroni studiò a Roma, laureandosi in giurisprudenza e scienze politiche. Dal 1937 al 1940 lavorò come assistente volontario presso la cattedra di diritto internazionale della Facoltà di economia e commercio dell'Università di Roma.

### Carriera diplomatica
Nel novembre 1940 Guazzaroni superò il concorso diplomatico. Venne assegnato al consolato italiano ad Amburgo e poi all'ambasciata italiana a Berlino, che lasciò dopo l'8 settembre 1943. Venne internato in Austria.
Nel 1945 Guazzaroni operò nell'ambasciata italiana a Washington e poi a Mosca fino al 1951.
Nel 1951 fu nominato vice capo di gabinetto del ministro degli esteri Carlo Sforza. Svolse lo stesso incarico con il successivo ministro Alcide Degasperi fino al 1954. Si occupò dei negoziati per l'istituzione delle Comunità europee e fu capo del segretariato della delegazione italiana presso la conferenza intergovernativa per il mercato comune e l'Euratom. Fu responsabile del coordinamento dell'azione italiana nelle Comunità europee.
Guazzaroni fu capo del servizio per la cooperazione economica internazionale dall'agosto 1960 al febbraio 1962. Nel 1962 venne nominato vice direttore presso la direzione generale degli affari economici del ministero degli esteri e seguì in particolare l'integrazione economica europea. Nel 1967 divenne vice direttore generale degli affari economici del ministero degli esteri e nell'ottobre 1971 fu nominato direttore generale degli affari economici. Il 22 dicembre 1972 fu nominato ambasciatore.

#### Commissario europeo
Il 13 luglio 1976 Guazzaroni subentrò ad Altiero Spinelli come membro della Commissione Ortoli, ottenendo le deleghe alla politica industriale e tecnologica (tranne l'acciaio) ed alla fiscalità. Rimase in carica fino al 7 gennaio 1977.
In seguito Guazzaroni fu ambasciatore italiano in Svizzera. Fu consigliere per gli affari europei del presidente della repubblica Sandro Pertini.

### Impegno politico e europeista
Nel novembre 1984 Guazzaroni venne nominato membro del Consiglio nazionale del Partito Repubblicano Italiano.
Guazzaroni si distinse per il costante e convinto impegno europeista. Tra le altre cose, si impegnò per l'introduzione di una legge elettorale uniforme per l'elezione dei membri del Parlamento europeo. Nel 2000 fondò presso l'Istituto Sturzo il "Gruppo dei 10" per sostenere il progresso dell'integrazione europea.
Guazzaroni fu attivo anche come pubblicista.